# Chinolone
Chinolone oder Oxochinoline sind Chinoline, die eine Carbonylgruppe an einer beliebigen Position des Chinolingerüsts tragen. Beispiele sind 2-Chinolon und 4-Chinolon.

Chinolin
2-Chinolon
4-Chinolon

Chinolone sind eine unter pharmakologischen Aspekten bedeutsame Gruppe. Besonders bekannt sind die Chinolon-Antibiotika (meist kurz ebenfalls „Chinolone“ genannt), Abkömmlinge des 4-Chinolons mit antibiotischer Wirkung („Gyrasehemmer“). Darüber hinaus kommt die Chinolon-Teilstruktur auch in anderen pharmakologischen Wirkstoffen wie beispielsweise antiviralen und antiparasitären Mitteln oder Antineoplastika und Immunsuppressiva vor.